# Öster om Otranto
Öster om Otranto, amerikansk-brittisk film från 1957 regisserad av Terence Young och baserad på James Wellards bok Action of the Tiger.

## Handling
Tracy kontaktar Carson för att han ska hjälpa henne att få ut hennes bror som är politisk fånge i Albanien.

## Om filmen
Filmen är inspelad i Granada och Málaga. Den hade världspremiär i USA den 30 augusti 1957 och svensk premiär den 12 januari 1958.

## Rollista (komplett)
- Van Johnson - Carson
- Martine Carol - Tracy Malvoisie
- Herbert Lom - Trifon, albansk bandit
- Gustavo Rojo - Henri Malvoisie
- José Nieto - Kol Stendho
- Helen Haye - grevinnan Valona
- Anna Gerber - Mara Valona
- Anthony Dawson - säkerhetsvakt
- Sean Connery - Mike
- Yvonne Romain - Katina
- Norman Macowan - Trifons pappa
- Brian Sunners - bonde
- Helen Goss - bondens fru
- Richard Williams - Adbyll, ung pojke (ej krediterad)